# مر بلكسح (الضليعة)

تعديل مصدري - تعديل

مر بلكسح هي إحدى قرى عزلة الضليعة بمديرية الضليعة التابعة لمحافظة حضرموت، بلغ تعداد سكانها 23 نسمة حسب تعداد اليمن لعام 2004.